# 桐梓北站

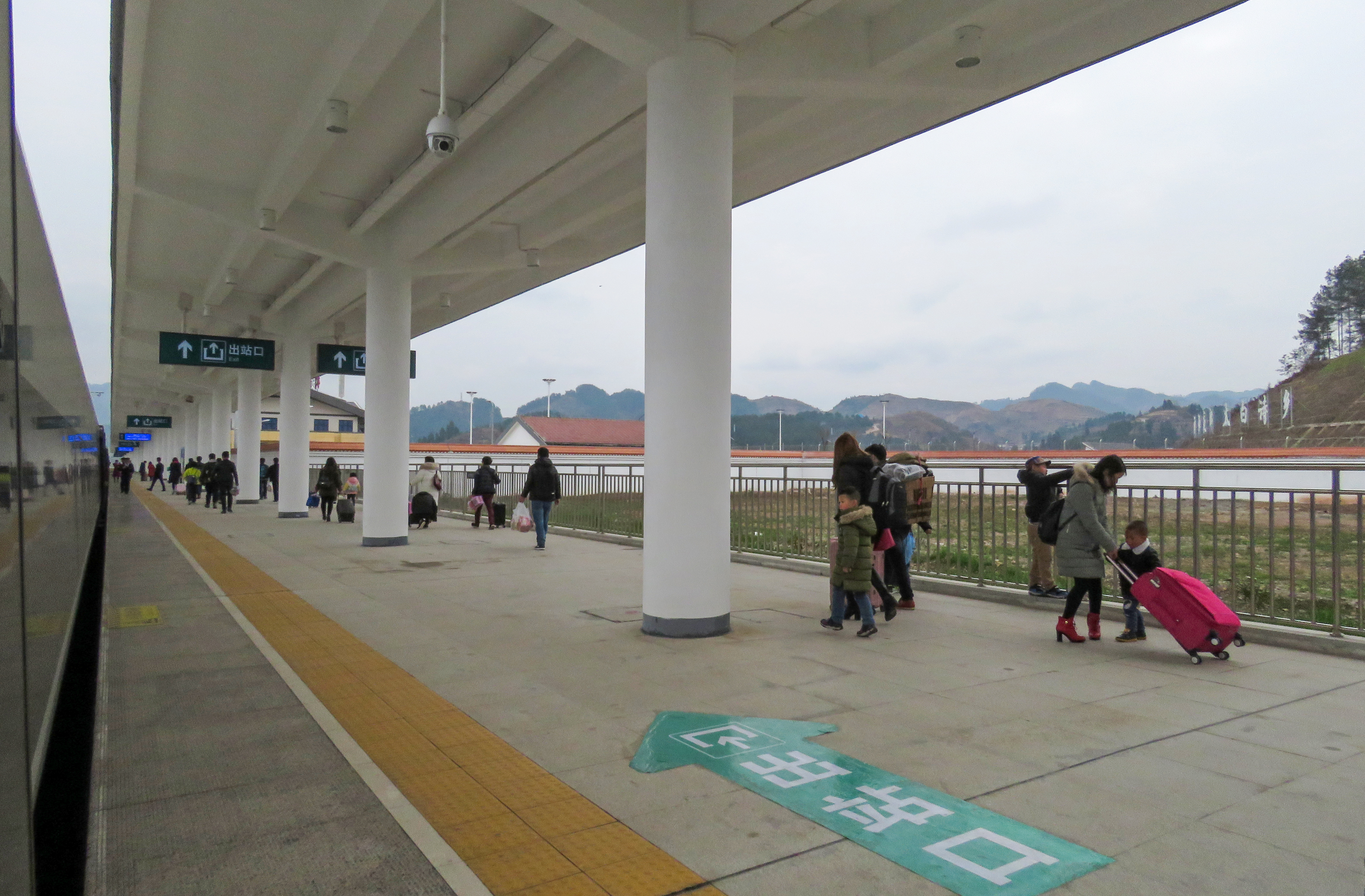
車站站台（2018年2月）

桐梓北站（规划建设阶段曾称夜郎镇站），位于中华人民共和国贵州省遵义市桐梓县夜郎镇，是渝贵铁路上的火车站，于2018年1月25日开通启用，由成都局集团管辖。

## 歷史
- 2018年1月25日开通启用。

## 外部連結
- 中国铁路客户服务中心 （页面存档备份，存于）